# Elise Bauman

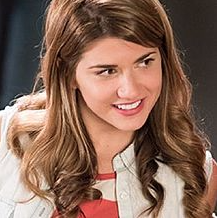
Elise Bauman (2014)

Elise Bauman (* 23. Oktober 1990 in Kitchener, Ontario) ist eine kanadische Schauspielerin. Sie ist unter anderem bekannt für ihre Rolle der Laura Hollis, der Hauptfigur aus der LGBT-Webserie Carmilla.

## Karriere
Bauman war schon im sehr jungen Alter professionell am Theater tätig.
2009 zog sie nach New York City, um sich dort weiterzubilden. In der Metropole besuchte sie die Circle in the Square Theatre School. In dem Schultheaterstück The Cherry Orchard spielte sie Anya auf der Broadway Bühne des Theaters Circle in the Square. Im Herbst trat sie erneut im Theater auf, in The Skriker von Caryl Churchill. Dafür bekam Bauman gute Kritiken.
2016 spielte sie eine Hauptrolle in dem Film Almost Adults, unter Regie von Sarah Rotella.

### Carmilla
Bauman wurde bekannt durch ihre Rolle als Laura Hollis, einer unbefangenen und eigenwilligen Hauptfigur der kanadischen Webserie Carmilla. Carmilla basiert auf dem gleichnamigen Gothikroman von Sheridan Le Fanu.
Die Serie ist insbesondere für ihre LGBT-Figuren bekannt und wurde über 35 Mio. Mal auf dem Vervegirl (später umbenannt in KindaTV) YouTube-Kanal angesehen, mit über 150.000 Abonnenten weltweit.

## Privatleben
Bauman bekam zumeist Hausunterricht, besuchte aber trotzdem auch eine weiterführende Schule. Bauman lebt momentan in Toronto, wo sie gemeinsam mit Shaun Benson und David Sutcliffe studiert.
Im Jahr 2015 bekam Bauman den 9. Platz bei der Hot 100 List von AfterEllen.
Im Jahr 2017 erklärte Bauman in einem Interview, dass sie sich als bisexuell identifiziert. Sie habe dies bis dahin noch nie laut ausgesprochen, da sie kein großes Coming-out haben wollte. Wenn sie jemand gefragt habe, habe sie dies jedoch auch bereits früher wahrheitsgemäß beantwortet.

## Auszeichnungen
| Jahr | Award                        | Kategorie                           | Ergebnis  |
| ---- | ---------------------------- | ----------------------------------- | --------- |
| 2014 | AfterEllen Visibility Awards | Best Lesbian/Bi Ally                | Gewonnen  |
| 2015 | Shorty Awards                | Beste Schauspielerin (Best Actress) | Nominiert |
| 2018 | Canadian Screen Awards       | Audience Choice Award               | Gewonnen  |

## Filmografie
- 2014: Worst Thing I Ever Did (Fernsehserie, 1 Folge)
- 2014: Young Badlands (Fernsehserie, 6 Folgen)
- 2014: The Skriker
- 2014–2016: Carmilla (Webserie, 115 Folgen)
- 2015: Face the Music (Fernsehserie, 1 Folge)
- 2015: Canadian Star
- 2015: Everything’s Gonna Be Pink
- 2016: Slasher (Fernsehserie, 1 Folge)
- 2016: Almost Adults
- 2016: Below Her Mouth
- 2017: Becoming Burlesque
- 2017: FOMO (Kurzfilm)
- 2017: The Inherent Traits of Connor James (Kurzfilm)
- 2017: Murdoch Mysteries (Fernsehserie, 1 Folge)
- 2017: The Carmilla Movie
- 2018: Paper Crane
- 2018: The Handmaid’s Tale – Der Report der Magd (Fernsehserie, 1 Folge)
- 2018: Frankie Drake Mysteries (Fernsehserie, 1 Folge)
- 2019: Mary Kills People (Fernsehserie, 3 Folgen)
- 2019: How to Buy a Baby (Fernsehserie, 1 Folge)
- 2020: Good Witch (Fernsehserie, 3 Folgen)
- 2021: A New Year’s Resolution (Fernsehfilm)
- 2021: Designed with Love (Fernsehfilm)
- 2021: Love in Translation (Fernsehfilm)
- 2021: The Republic of Sarah (Fernsehserie, 1 Folge)
- 2021: Verliebt unterm Weihnachtsbaum (Under the Christmas Tree, Fernsehfilm)
- 2022: Guillermo del Toro’s Cabinet of Curiosities (Fernsehserie, 1 Folge)
- 2022: Letterkenny (Fernsehserie, 2 Folgen)
- 2022: Workin’ Moms (Fernsehserie, 6 Folgen)
- 2023: Skymed (Fernsehserie, 1 Folge)
- 2023–2024: Janes tierische Abenteuer (Jane, Fernsehserie, 2 Folgen)
- 2024: One More Time (Fernsehserie, 13 Folgen)
- 2024: The Umbrella Academy (Fernsehserie, 1 Folge)
- 2024: A Kidnapping in Amish Country